# RRAGD
RRAGD (англ. Ras related GTP binding D) – білок, який кодується однойменним геном, розташованим у людей на 6-й хромосомі. Довжина поліпептидного ланцюга білка становить 400 амінокислот, а молекулярна маса — 45 588.
| 10         |  | 20         |  | 30         |  | 40         |  | 50         |
| ---------- |  | ---------- |  | ---------- |  | ---------- |  | ---------- |
| MSQVLGKPQP |  | QDEDDAEEEE |  | EEDELVGLAD |  | YGDGPDSSDA |  | DPDSGTEEGV |
| LDFSDPFSTE |  | VKPRILLMGL |  | RRSGKSSIQK |  | VVFHKMSPNE |  | TLFLESTNKI |
| CREDVSNSSF |  | VNFQIWDFPG |  | QIDFFDPTFD |  | YEMIFRGTGA |  | LIFVIDSQDD |
| YMEALARLHL |  | TVTRAYKVNT |  | DINFEVFIHK |  | VDGLSDDHKI |  | ETQRDIHQRA |
| NDDLADAGLE |  | KIHLSFYLTS |  | IYDHSIFEAF |  | SKVVQKLIPQ |  | LPTLENLLNI |
| FISNSGIEKA |  | FLFDVVSKIY |  | IATDSTPVDM |  | QTYELCCDMI |  | DVVIDISCIY |
| GLKEDGAGTP |  | YDKESTAIIK |  | LNNTTVLYLK |  | EVTKFLALVC |  | FVREESFERK |
| GLIDYNFHCF |  | RKAIHEVFEV |  | RMKVVKSRKV |  | QNRLQKKKRA |  | TPNGTPRVLL |
|            |  |            |  |            |  |            |  |            |

A: Аланін

C: Цистеїн

D: Аспарагінова кислота

E: Глутамінова кислота

F: Фенілаланін

G: Гліцин

H: Гістидин

I: Ізолейцин

K: Лізин

L: Лейцин

M: Метіонін

N: Аспарагін

P: Пролін

Q: Глутамін

R: Аргінін

S: Серин

T: Треонін

V: Валін

W: Триптофан

Задіяний у такому біологічному процесі, як альтернативний сплайсинг. 
Білок має сайт для зв'язування з нуклеотидами, ГТФ. 
Локалізований у цитоплазмі, ядрі, лізосомі.